# Anthony Zinni
Anthony Charles Zinni (ur. 17 września 1943 w Conshohocken w stanie Pensylwania) – amerykański wojskowy, generał United States Marine Corps, naczelny dowódca CENTCOM-u (Central Command – Centralne Dowództwo Sił Zbrojnych USA) w latach 1997–2000, od listopada 2002 do marca 2003 specjalny wysłannik Colina Powella na Bliski Wschód. Dowodził misjami specjalnymi w Turcji, Pakistanie, Kenii, Rosji, Jemenie, Indonezji, Filipinach. Był szefem Sekcji Operacji Specjalnych i Przeciwdziałania Terroryzmowi Piechoty Morskiej, szefem Sztabu Centrum Szkolenia Naziemno-Powietrznego Piechoty Morskiej w Quantico i dowódcą 1. Korpusu Ekspedycyjnego Piechoty Morskiej.

## Rodzina
Syn włoskich emigrantów – Antonia i Lilli, brat Franka, Christine i Rity. Ojciec pracował w młynach, później kształtował tereny zielone, następnie jako szofer. Matka pracowała w fabrykach odzieży. Ojciec wysłany na front I wojny światowej służył w 101. Dywizjonie Lotniczym, we Francji. Po powrocie z wojny otrzymał obywatelstwo amerykańskie.

## Odznaczenia
- Medal Departamentu Obrony za Wybitną Służbę – dwukrotnie
- Medal Marynarki Wojennej za Wybitną Służbę
- Medal Departamentu Obrony za Wzorową Służbę – trzykrotnie
- Brązowa Gwiazda – dwukrotnie i z odznaką waleczności
- Purpurowe Serce
- Medal za Chwalebną Służbę – dwukrotnie
- Medal Pochwalny Marynarki Wojennej i Piechoty Morskiej – dwukrotnie i z odznaką waleczności
- Medal za Osiągnięcie Marynarki Wojennej – dwukrotnie
- Combat Action Ribbon
- Joint Meritorious Unit Award – pięciokrotnie
- Navy Unit Commendation – dwukrotnie
- Navy Meritorious Unit Commendation – czterokrotnie
- National Defense Service Medal – dwukrotnie
- Medal Ekspedycji Sił Zbrojnych – dwukrotnie
- Vietnam Service Medal – czterokrotnie
- Southwest Asia Service Medal – trzykrotnie
- Humanitarian Service Medal
- Navy Sea Service Deployment Ribbon – siedmiokrotnie
- Navy and Marine Corps Overseas Service Ribbon – dwukrotnie
- Order Khalifiyyeh I klasy (Bahrajn)
- Kawaler Orderu Zasługi (Egipt)
- Komandor Orderu Narodowego Zasługi (Francja)
- Oficer Orderu Narodowego Zasługi (Francja)
- Order Gwiazdy Synaju (Jemen)
- Kuwait Liberation Medal (Kuwejt)
- Medal ONZ
- Krzyż Pro Ecclesia et Pontifice (Watykan)
- Medal Honoru Wietnamskich Sił Zbrojnych (Wietnam Płd.)
- Gallantry Cross Unit Citation z palmą (Wietnam Płd.)
- Civil Actions Medal (Wietnam Płd.)
- Medal „Za kampanię w Wietnamie” (Wietnam Płd.)
- Komandor Orderu Zasługi Republiki Włoskiej (Włochy)